# Спор: Оберон и Титания
«Спор: Оберон и Титания» (англ. Contradiction: Oberon and Titania) — картина британского художника, представителя викторианской сказочной живописи Ричарда Дадда (англ. Richard Dadd, 1817—1886).

## Создание картины и её судьба

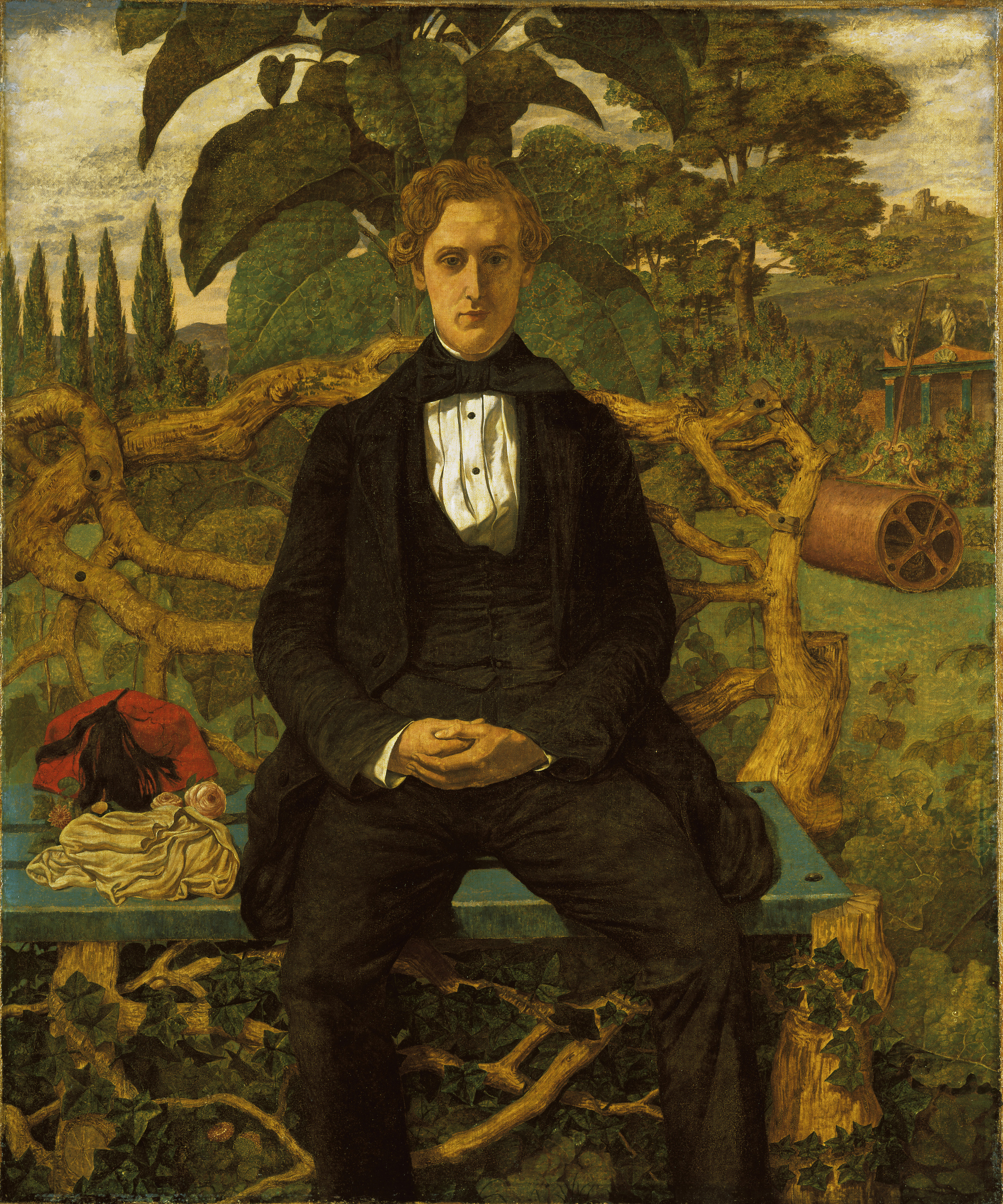
Предполагаемый портрет Уильяма Чарлза Худа (первого владельца картины), сделанный Ричардом Даддом в 1853 году

28 августа 1843 года краснодеревщик, владелец мебельной мастерской Роберт Дадд и его сын, художник Ричард Дадд, незадолго до этого прервавший путешествие на Восток, приехали в Чатем, чтобы посмотреть на военные манёвры. Юноша страдал от галлюцинаций, появившихся у него во время пребывания в Египте, побывал у известного психиатра Александра Сазерленда, который объявил его невменяемым. Отец не обратил внимания на диагноз специалиста. Придя в возбуждение от музыки, вида оружия, шума толпы, сын напал на отца. Ричард ударил его в грудь матросским ножом, а затем перерезал горло бритвой. Он бежал во Францию, где был арестован. Свои действия он объяснял волей бога Осириса. Юноша по решению суда был помещён в психиатрическую лечебницу.
Встречаются утверждения, что за сорок три года пребывания в психиатрической клинике Дадд написал только две картины на сказочные темы: «Спор: Оберон и Титания» и «Мастерский замах сказочного дровосека». Картина «Спор: Оберон и Титания» создана художником в 1854—1858 годах. Техника — холст, масло, размер овальной картины — 61 на 75 сантиметров.
Британская исследовательница творчества Дадда и архивариус клиники Бедлам, где была создана картина, Патриция Олдридж (англ. Patricia Allderidge) установила, что картина была написана для заведующего клиники (должность его носила официальное название «first resident physician superintendent of Bethlem») в Бедламе доктора Уильяма Чарльза Худа (англ. William Charles Hood). В 1851 году жалоба пациентки привела к проверке больницы со стороны Lunacy Commissioners. В результате проверки старое руководство клиники было отправлено в отставку. Уильям Чарльз Худ, ставший заведующим клиники в 1852 году, сделал целый ряд нововведений, например, впервые стал вести здесь истории болезни пациентов. Он постепенно заменил неимущих пациентов на состоятельных и образованных; этот процесс был дополнен переводом тех пациентов, которые находись здесь по приговору суда, в клинику Бродмур в 1864 году (среди таких пациентов был и Дадд). Многие из новых пациентов могли позволить себе платить за своё содержание, и Худ улучшил условия их содержания, чтобы обеспечить им, насколько это возможно, комфорт, к которому они привыкли до помещения в Бедлам.
Худ в своих записях и истории болезни художника оставил сведения о пребывании Ричарда Дадда в клинике: «В течение нескольких лет после его поступления к нам он считался одним из самых буйных и опасных больных. Он объяснял, что какие-то духи всё ещё овладевают его волей и заставляют тело делать то, чего он не хотел бы». В 1857 году Худ улучшил условия содержания Ричарда Дадда, так как он «в течение многих лет не проявлял буйности».
Картина «Спор: Оберон и Титания» впервые была представлена публике только в 1930 году. Она была продана в 1984 году за 500 000 фунтов стерлингов. В настоящее время картина находится в частной коллекции композитора Эндрю Ллойда Уэббера, который приобрёл её на аукционе Кристис в 1992 году. Картина неоднократно принимала участие на выставках, в частности на выставке «The Art of Bedlam», которая проходила в 2015 году в городах Великобритании и США.

## Сюжет картины и особенности его трактовки Даддом

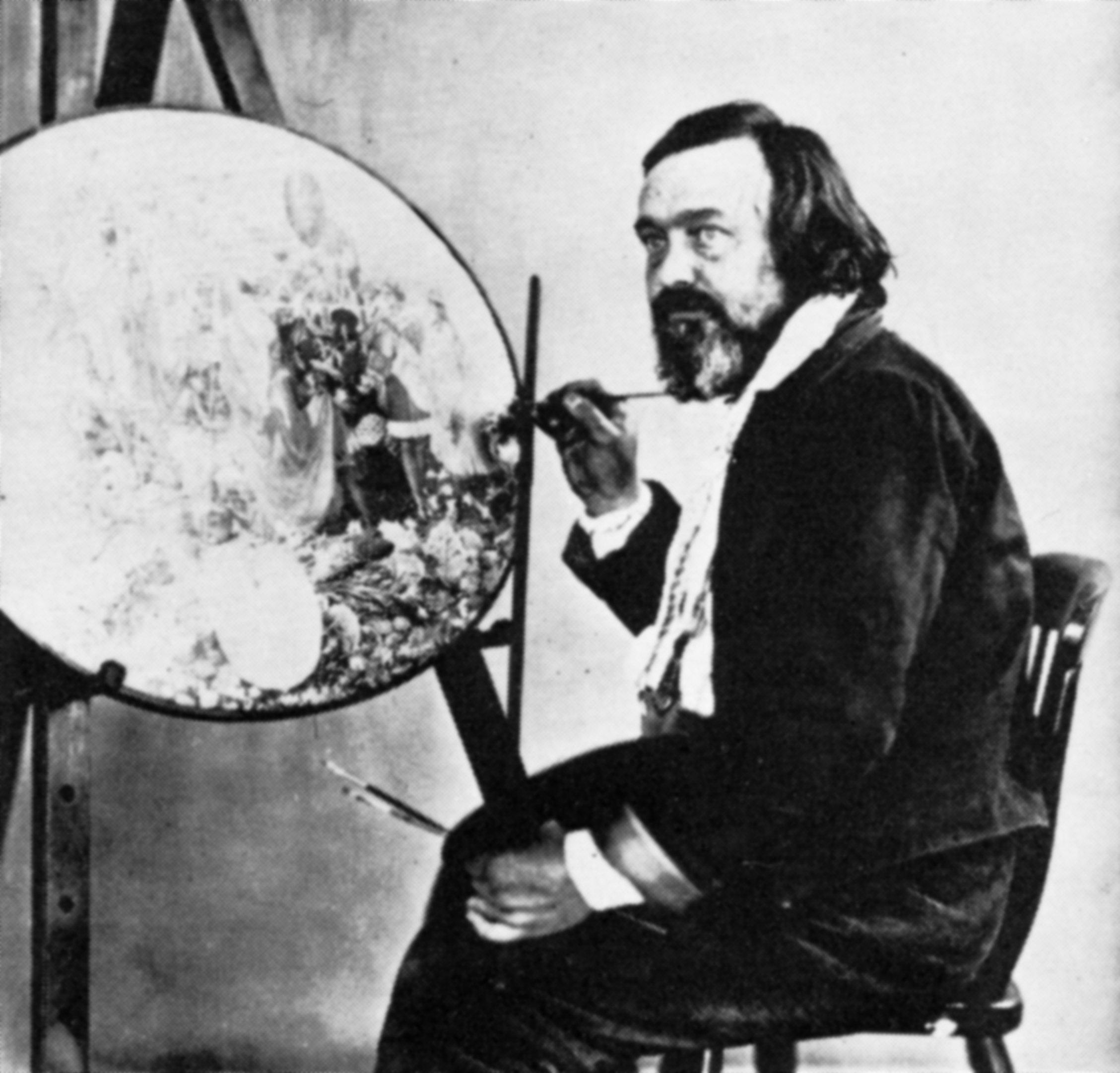
Ричард Дадд за работой над картиной «Спор: Оберон и Титания», фото сделано около 1856 года

Основа сюжета картины — пьеса Уильяма Шекспира «Сон в летнюю ночь» (акт II, сцена I). Спор между Обероном и Титанией возник из-за малыша, похищенного у индийского султана (он — подменыш, существовало поверье, что феи похищают новорождённых детей и вместо них подкидывают своих младенцев). Оберон требует от Титании отдать ему мальчика в пажи (II, 120—121), Титания непреклонна в своём отказе мужу, так как мать мальчика была её подругой (II, 136—137). В ссоре Титания обвиняет своего супруга в измене с Ипполитой, а он её — в связи с Тесеем. В этой картине отчётливо показано напряжённое противостояние двух главных героев. Оберон держит в руке копьё, его удерживает шкодливый лесной дух Пак. Пак, по мнению искусствоведов, на картине Дадда получает удовольствие от ссоры своих повелителей.
На картине реальный мир переходит в мир волшебной фантазии. Главные герои — король и королева фей и эльфов — изображены в полный рост и выглядят великанами на фоне малышей-эльфов. Оберон с чёрной бородкой в шлеме странной формы напоминает, по мнению искусствоведов, арабского шейха, которых художник видел во время путешествия по арабским странам. Индийский мальчик в колпаке, виновник ссоры, прячется за спиной Титании, держась за край шлейфа её платья: он предпочитает общество королевы фей Оберону. Справа от них пара влюблённых — Деметрий и Елена. На переднем плане находится сложный узор, состоящий из сплетения цветов и листьев, на заднем — огромное количество волшебных существ и фантастических животных. Существуют различные объяснения причудливости подобной декоративности картины. Оберон в пьесе Шекспира говорит, что естественный порядок вещей оказался в смятении, что мог отразить в своей работе Дадд. Однако картина может отражать и борьбу самого художника с его «лабиринтом» мыслей, внутреннее его состояние.
По мнению искусствоведов, картина «Спор: Оберон и Титания» может считаться самым необычным произведением в английской живописи.